# Koprivniški potok (Brestanica)
Koprivniški potok je pritok potoka Brestanica, ki se izliva se v Lokovški potok, ta pa se v bližini gradu Brestanica kot levi pritok izliva v reko Savo. 